# Iris Murdoch
|  | Per a altres significats, vegeu «Murdoch». |

Iris Murdoch (anglès: Jean Iris Murdoch)  (Dublín, 15 de juliol de 1919 - Oxford, 8 de febrer de 1999) va ser una escriptora i filòsofa britànica, nascuda irlandesa, coneguda fonamentalment per les seues novel·les en les quals combina una rica caracterització dels personatges i arguments que involucren aspectes ètics o temes sexuals. La seua primera novel·la publicada, Under the Net, va ser seleccionada l'any 2001 pel comitè editorial de la companyia nord-americana Modern Library, com una de les 100 millors novel·les en llengua anglesa del segle xx. L'any 1987, va ser distingida amb l'orde de l'Imperi britànic.

## Biografia
Murdoch va nàixer al número 59 de Blessington Street, Dublín, el 15 de juliol del 1919. Son pare, Wills John Hughes Murdoch, procedia d'una família principalment presbiteriana dedicada a la cria de ramats d'ovelles a Hillhall, County Down (prop de Belfast), i sa mare, Irene Alice Richardson, que havia estudiant cant fins al naixement d'Iris, procedia d'una família anglicana dublinesa de classe mitjana. Sent petita, els pares es van traslladar a Londres, on son pare va treballar com a funcionari. Murdoch va ser educada en escoles progressistes, primer a la Froebel Demonstration School, i després com a interna a la Badminton School de Bristol, l'any 1932. Va estudiar els clàssics, història antiga, i filosofia al Somerville College, Oxford, i també filosofía com a postgraduada al Newnham College, Cambridge, on va tenir com a professor Ludwig Wittgenstein. L'any 1948, va obtenir una beca al St Anne's College, Oxford.
Va escriure la seua primera novel·la, Under The Net, l'any 1954, havent prèviament publicat assaigs sobre filosofia, incloent-hi el primer estudi en anglès sobre Jean-Paul Sartre. L'any 1956, va conèixer John Bayley, un professor de literatura anglesa i també novel·lista, a la Universitat d'Oxford, amb qui es va casar. Va escriure 25 novel·les i altres obres de filosofia i teatre fins a l'any 1995, quan va començar a patir els primers efectes de la malaltia d'Alzheimer, que ella en un primer moment va atribuir a un bloqueig creatiu. Va morir el 1999 als 79 anys.
La pel·lícula de Richard Eyre, Iris (2001), basada en les memòries del seu marit a partir del moment en què ella estava desenvolupant la malaltia d'Alzheimer, va ser protagonitzada per Judi Dench i Kate Winslet, respectivament, com a Iris Murdoch madura i jove.

## Novel·les
Les novel·les de Murdoch són alhora intenses i estranyes, farcides d'humor negre i de girs imprevisibles en l'argument, ultrapassant la superfície civilitzada del medi habitual de classes elevades al qual pertanyen els seus personatges. Generalment, tracten sobre aspectes ètics, com els conflictes entre el bé i el mal, sovint presentats en escenaris mundans que guanyen en força tràgica i mítica amb la subtilesa amb què són descrits. Tot i ser intel·lectualment sofisticades, les seues novel·les són sovint melodramàtiques i amb un toc de comèdia, amb el propòsit, tal com ella va dir, d'aconseguir "una bona i feliç trama." Va rebre la influència de pensadors com ara Plató, Freud, Simone Weil i Jean-Paul Sartre, i dels novel·listes anglesos i russos del segle xix. Sovint, es troben a les seues novel·les personatges homosexuals, animals domèstics empàtics, i de vegades un poderós i quasi demoníac mascle encisador que imposa la seua voluntat als altres personatges —un tipus d'home que potser Murdoch va modelar basant-se en el seu amant, el Premi Nobel de Literatura Elias Canetti.
Tot i que, en un principi, el seu estil és més aviat realista, de vegades introdueix certa ambigüitat amb l'ús del simbolisme i barrejant elements fantàstics en escenes descrites amb precisió. The Unicorn (L'unicorni -1963) pot ser llegida i gaudida com una novel·la gòtica sofisticada, com una novel·la embolcallada d'elements gòtics o també com una paròdia de l'estil gòtic. The Black Prince (El príncep negre - 1973) és un destacat estudi sobre l'obsessió eròtica, amb un text extremadament complex que suggereix diverses interpretacions, ja que els personatges subordinats contradiuen el narrador i el misteriós "editor" del llibre en una sèrie d'epílegs.
Murdoch va guanyar el Premi Booker l'any 1978 per The Sea, the Sea (El mar, el mar), una novel·la finament detallada sobre el poder de l'amor i la pèrdua, que narra la peripècia d'un director de teatre retirat, que pateix un atac de gelosia en trobar-se, després de dècades, amb la seua antiga amant.
Algunes de les seues obres han estat adaptades al cinema, incloent-hi les sèries de televisió britàniques sobre les seues novel·les An Unofficial Rose i The Bell. J. B. Priestley va dramatitzar la seua novel·la de l'any 1961, A Severed Head, que va ser dirigida per Richard Attenborough l'any 1971, i protagonitzada per Ian Holm.

## Controvèrsies
Un controvertit punt de vista sobre Iris Murdoch es recull en el llibre de l'escriptor britànic A. N. Wilson Iris Murdoch as I Knew Her (Iris Murdoch tal com la vaig conèixer - 2003). L'obra va ser descrita per The Guardian com "perversament indiscreta" i "absolutament grollera," i qualificada pel mateix Wilson d'antibiografia. Tot i que l'autor manifesta acuradament la seua estima per l'escriptora, no repara a descriure'n la deslleialtat i la promiscuïtat. Observa que va prosperar a base de traïcions, era cruel i se n'anava al llit amb qualsevol (Wilson 2003).

## Obres

### Narrativa
- Under the Net (1954)
- The Flight from the Enchanter (1956)
- The Sandcastle (1957)
- The Bell (1958)
- A Severed Head (1961)
- An Unofficial Rose (1962)
- The Unicorn (1963)
- The Italian Girl (1964)
- The Red and the Green (1965)
- The Time of the Angels (1966)
- The Nice and the Good (1968)
- Bruno's Dream (1969)
- A Fairly Honourable Defeat (1970)
- An Accidental Man (1971)
- The Black Prince (1973)
- The Sacred and Profane Love Machine (1974)
- A Word Child (1975)
- Henry and Cato (1976)
- The Sea, the Sea (1978), guanyadora del Premi Booker
- Nuns and Soldiers (1980)
- The Philosopher's Pupil (1983)
- The Good Apprentice (1985)
- The Book and the Brotherhood (1987)
- The Message to the Planet (1989)
- The Green Knight (1993)
- Jackson's Dilemma (1995)
- Something Special (Conte reimprès, 1999; publicació original del 1957)

### Filosofia
- Sartre: Romantic Rationalist (1953)
- The Sovereignty of Good (1970)
- The Fire and the Sun (1977)
- Metaphysics as a Guide to Morals (1992)
- Existentialists and Mystics (1997)

### Teatre
- A Severed Head (amb J.B. Priestly, 1964)
- The Italian Girl (amb James Saunders, 1969)
- The Three Arrows & The Servants and the Snow (1973)
- The Servants (1980)
- Acastos: Two Platonic Dialogues (1986)
- The Black Prince (1987)

### Poesia
- A Year of Birds (1978; edició revisada, 1984)
- Poems by Iris Murdoch (1997)

### Narrativa traduïda al català
- Sota la xarxa (edició 1965)[2]
- El mar, el mar. Traducció: Laura Baena i Garcia.  Edicions de 1984, 2017 (Mirmanda, 157). ISBN 978-84-18858-29-1.[3][4]
- La campana. Traducció: Jaume C. Pons Alorda.  Edicions de 1984, 2025 (Novetats Mirmanda, 252). ISBN 978-84-18858-89-5.[5][6]

## Per a aprendre'n més
- Bayley, J. Iris: A Memoir, 1998.
- _________. Iris and Her Friends, 1999.
- Wilson, A.N. Iris Murdoch as I Knew Her, 2003.